# 中村みつ
中村 みつ（なかむら みつ、1874年〈明治7年〉5月27日 - 1942年〈昭和17年〉5月13日）は、明治時代から昭和時代にかけての教育者。私立浜松裁縫女学校（現浜松学芸中学校・高等学校）の校長兼教諭。中村光子とも。

## 生涯
東海道浜松宿、菅原の村石家の次女として生まれた。村石家は東海随一といわれた石屋で、常時多くの石工が働いていた。裕福な家庭だったため、母や姉たちは着飾っては芝居見物や物見遊山に出かけたが、みつはあまり好まず、「みつは変わった娘だ」と親に言わせるほどだったという。
13歳で浜松の裁縫伝習所（修業年限2年）へ進み、1889年（明治22年）に卒業。以後、織田某に普通学（一般教養）を、河合某に茶道を、有住齊に礼法を学んだ。
婚姻
後に夫となる中村萬吉との出会いは、みつが伝習所教師をしていた頃で、碑文を書くため、萬吉が村石家へ暫く寄居していたのがきっかけであった。萬吉は小柄で痩身で、深い知性を兼ね備えて、見る人を惹きつける人物だったが、服装は無頓着で、裾の切れた袴を平気で履いていた。これを見かねたみつが世話をするうちに恋心が芽生え、両親の危惧をよそに、縁談が進み、吉日の日に、みつ20歳、萬吉25歳の時に祝言を挙げた。
不如学舎・浜松裁縫女学校
1893年（明治26年）萬吉が開いた「不如学舎」女子部の裁縫科主任に就任したが、2年後、高度な学問を身に着けるため夫と共に東京へ遊学、萬吉は高等師範学校（国語漢文専修科）、みつは東京裁縫女学校（渡邊裁縫女学校）へ入学した。1902年（明治35年）裁縫科教員検定試験に合格。
その後、みつは私立女学校設立準備のため三人の子を連れ帰郷。地元有力者の協力を得て、1903年（明治36年）1月、浜松利町に私立浜松裁縫女学校が開校（当初の校主は貴族院議員長谷川貞雄）。みつは校長兼教諭に就任した。
数年後には、「裁縫で身を立てるのなら、あの学校に限る」といわれるようになり、生徒も増加し校舎が手狭となったため、1907年（明治40年）11月には浜松町常盤に新校舎を新築移転した。
死別
夫・萬吉は栃木県安蘇郡立佐野高等女学校の教諭兼校長を務めていたが、強度の神経痛に見舞われ、起居もままらなくなったため、みつは忙しい校務を割いて看病のため佐野に赴いた。1911年（明治44年）3月、療養のため浜松に帰った萬吉はそのまま病床に伏し、みつの看病も虚しく同年6月14日逝去。享年43（数え）。
校長として
萬吉の急逝により、親族からは即刻学校経営を断念するように何度も勧告されたが、亡夫の遺志と在校生を守るという、みつの強い意志により学校は守られた。さらに、後継者であった長男祐一郎が、僅か25歳の若さで急逝。のちに倉野氏より春治郎（1900年生）を養嗣子に迎えた。
浜松裁縫女学校はその後、浜松高等裁縫女学校（1922年）、浜松高等家政女学校（1929年）、浜松信愛女学校（1941年）へと校名を変更。みつは1933年（昭和8年）6月に静岡県教育会より、さらに1934年（昭和9年）10月には全国実業教育者大会にて、教育功労者の表彰を受けた。
戦時下も校長職を全うし、1942年（昭和17年）5月逝去。享年69。その職は、東洋大学哲学科卒業（1927年）後に女学校教諭となった中村春治郎に引き継がれた。